# Transmiterea căldurii
Transmiterea căldurii este domeniul termodinamicii care se ocupă cu schimburile de energie termică între corpuri. Transferul de căldură are loc sub influența unei diferențe de temperatură. Principiul al doilea al termodinamicii în formularea lui Clausius stipulează că acest transfer se face de la sine doar de la temperatura mai înaltă la temperatura mai joasă.

## Mecanisme de transmitere a căldurii

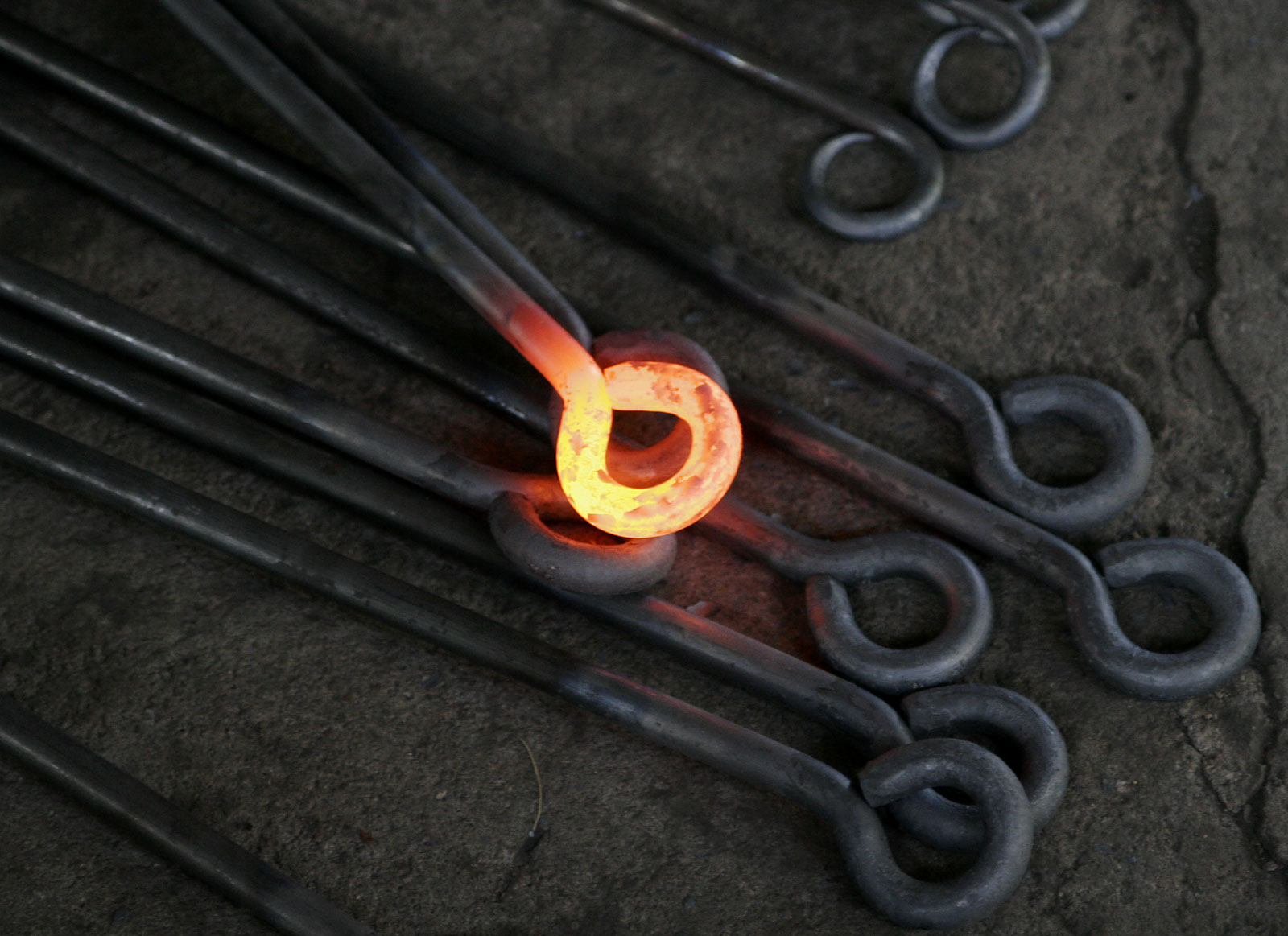
Fier înroșit, exemplu complex de transmiterea căldurii: în metal prin conducție, spre aer prin convecție, la distanță prin radiație.

Se cunosc trei mecanisme de transmitere a căldurii:
- Transmiterea prin conducție, caracterizată prin lipsa mișcărilor macroscopice. Este modul curent de transmitere a căldurii în corpurile solide și se bazează pe mișcările moleculare.
- Transmiterea prin convecție, caracterizată prin existența mișcărilor macroscopice de curgere. Este modul curent de transmitere a căldurii în corpurile lichide și gazoase, inclusiv la limitele lor, la contactul cu alte faze. În funcție de natura mișcărilor macroscopice convecția poate fi:
  - Convecție liberă, caracterizată prin faptul că mișcările se fac sub acțiunea forțelor arhimedice, determinate de diferențe de densitate.
  - Convecție forțată, caracterizată prin faptul că mișcările se fac sub acțiunea altor forțe.
- Transmiterea prin radiație, caracterizată prin transferul termic prin radiație electromagnetică din gama infraroșu. Acest transfer se poate face in vid sau în medii optice transparente la radiația în infraroșu.

## Legături externe
Materiale media legate de Transmiterea căldurii la Wikimedia Commons